# エクリプス (ジャーニーのアルバム)
『エクリプス』（Eclipse / ジャケットのロゴではECL1P53とデザインされている）は、アメリカ合衆国のロック・バンド、ジャーニーが2011年に発表した14作目のスタジオ・アルバム。

## 背景
アーネル・ピネダ加入後としては2作目のアルバムに当たり、バンドはピネダが貧しい時代を過ごしたマニラを訪れて、希望と忍耐を本作の通底したテーマにしようと考えたという。ニール・ショーンによれば、通常はジョナサン・ケインがバンドのソフトな面、ショーンがハードな面を担当しているが、本作ではケインと話し合いを重ねてハードな方向性への統一を図り、「彼（ケイン）は何年も前に"Separate Ways"を作ったのと同じように、今回"Resonate"を持って来た」と語っている。なお、ショーンは本作の完成から間もなく、ソロ・アルバム『ザ・コーリング』（2012年発表）及び『ソー・ユー』（2014年発表）をレコーディングした。
北米ではウォルマート限定で販売され、その他の国ではフロンティアーズ・レコードを通じて一般発売された。日本盤はフロンティアーズ・レコードの作品の日本発売元であるキングレコードから発売された。

## 反響・評価
アメリカでは総合アルバム・チャートのBillboard 200で13位に達し、『ビルボード』のトップ・ロック・アルバム・チャートでは4位を記録した。イギリスでは2011年6月11日付の全英アルバムチャートで33位となり、再結成後のスタジオ・アルバムとしては初の全英トップ40入りを果たすが、翌週にはトップ100圏外に落ちた。
Stephen Thomas Erlewineはオールミュージックにおいて5点満点中2点を付け「曲ではなく演奏面での所作に比重が置かれており、大仰なギター、リズム隊の入り組んだインタープレイ、数珠つなぎのシンセサイザーによって音風景が成り立っているため、ここには"Separate Ways"も"Don't Stop Believin'"も"Open Arms"もない」と評している。また、Caryn Ganzは『ローリング・ストーン』誌のレビューで5点満点中2点を付け「満足に値するジャーニーらしいサウンドの登場は、6分以上に及ぶ遠大なパワー・バラード"Tantra"が始まるまで17分39秒も待たされる」と評している。

## 収録曲
特記なき楽曲はニール・ショーンとジョナサン・ケインの共作。
1. シティ・オブ・ホープ - "City of Hope" - 6:02
2. エッジ・オブ・ザ・モーメント - "Edge of the Moment" - 5:26
3. チェイン・オブ・ラヴ - "Chain of Love" - 6:10
4. タントラ - "Tantra" - 6:27
5. エニシング・イズ・ポッシブル - "Anything Is Possible" - 5:21
6. リゾネイト - "Resonate" - 5:11
7. シーズ・ア・ミステリー - "She's a Mystery" (Neal Schon, Jonathan Cain, Arnel Pineda) - 6:40
8. ヒューマン・フィール - "Human Feel" - 6:43
9. リチュアル - "Ritual" - 4:56
10. トゥ・フーム・イット・メイ・コンサーン - "To Whom It May Concern" (N. Schon, J. Cain, A. Pineda) - 5:15
11. サムワン - "Someone" - 4:34
12. ヴィーナス - "Venus" (N. Schon) - 3:34

### 日本盤ボーナス・トラック
1. ドント・ストップ・ビリーヴィン（ライヴ） - "Don't Stop Believin' (Live)" (Steve Perry, N. Schon, J. Cain) - 7:11

## 参加ミュージシャン
- アーネル・ピネダ - ボーカル
- ニール・ショーン - ギター、バッキング・ボーカル
- ジョナサン・ケイン - キーボード、バッキング・ボーカル
- ロス・ヴァロリー - ベース、バッキング・ボーカル
- ディーン・カストロノヴォ - ドラムス、パーカッション、バッキング・ボーカル